# Beer Ševa
Beer Ševa (hebrejsky  באר שבע‎, Be'er Ševa, arabsky بئر السبع‎,  B'er as-Sab', v oficiálním přepisu do angličtiny Be'er Sheva) je město v Izraeli v Jižním distriktu. S populací přes 220 000 obyvatel jde o osmé nejlidnatější město v Izraeli.
Je administrativním centrem izraelského jihu a domovem Ben Gurionovy univerzity v Negevu, nemocnice Soroka či místního symfonického orchestru.
V pobiblické době Beer Ševa získala na významu v 19. století, kde zde osmanští Turci postavili oblastní policejní stanici. Po roce 1948, kdy bylo dobyto Izraelem, došlo k významnému rozvoji města. Velkou část jeho populace tvoří Židé, kteří utekli z arabských zemí po roce 1948, a v 90. letech město zaznamenalo velký příliv etiopských Židů a Židů ze zemí bývalého Sovětského svazu. Město obklopuje množství satelitních městeček (suburbií), včetně převážně židovských, jako jsou Omer, Lehavim a Mejtar, a beduínských, jako jsou Rahat, Tel as-Sabi a Lakija.

## Etymologie
Existuje několik hypotéz o etymologii slova Beer Ševa:
- jako památka na přísahu mezi Abrahám a Abímelekem (filištínský král): studna přísahy[4]
- jako památka na přísahu mezi Izákem a Abímelekem: studna přísahy
- jako památka sedmi studen, které vykopal Izák: sedm studní
- jako památka na sedm bahnic (ovcí), které svědčily u přísahy mezi Abrahámem a Abímelekem: studna sedmi

V midraši, který se obecně negativně vymezuje vůči Filištínům, jsou tyto ovce interpretovány jako sedm potomků Abrahámových, kteří byli zabiti potomky Abímelekovými. V Bibli je Beer Ševa celkově popisována jako důležité svaté místo.

## Dějiny

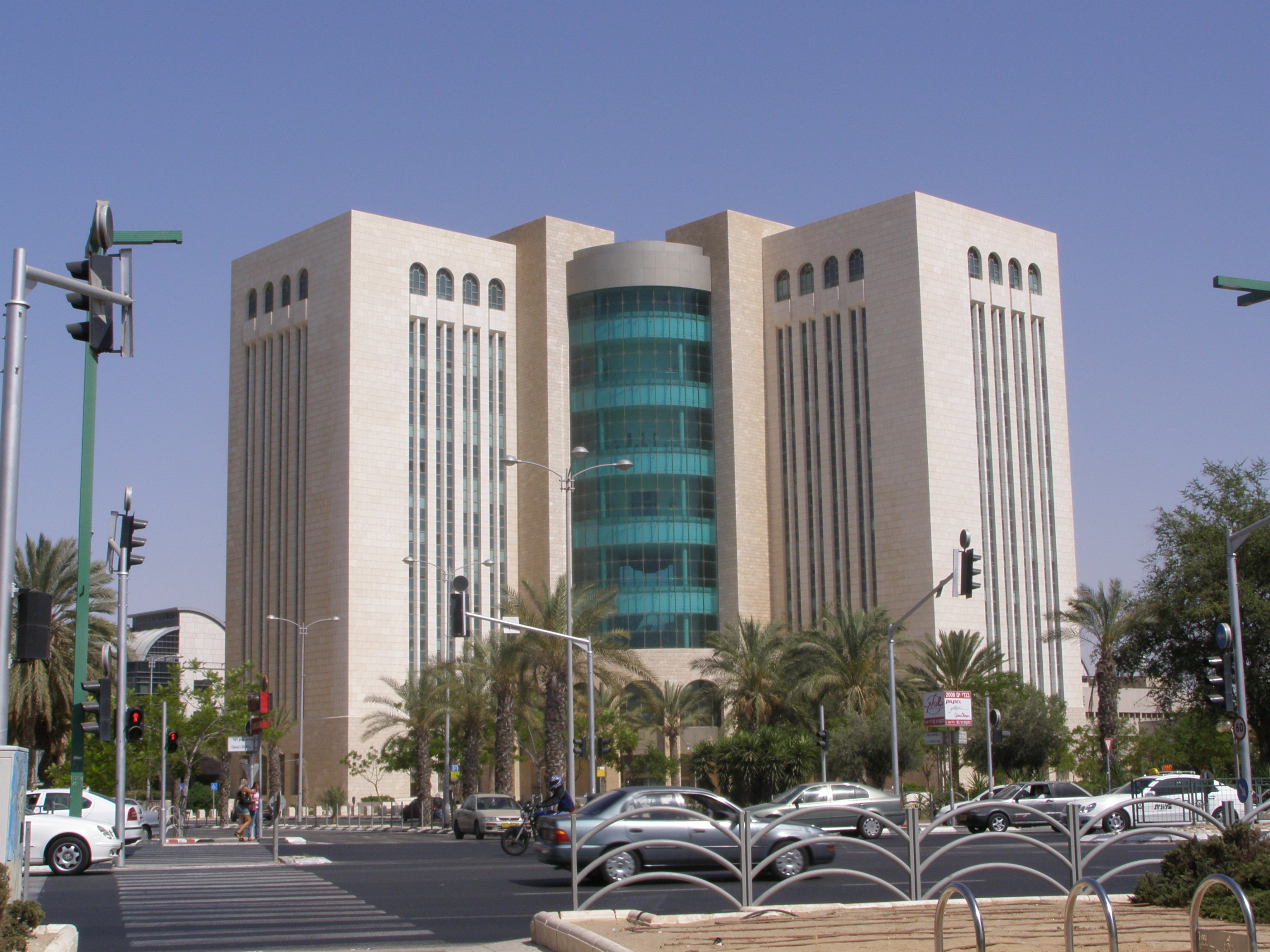
Budova soudu ve čtvrti Merkaz Ezrachi

Archeologické naleziště v blízkosti města dokládá prastarou minulost města: tato oblast byla obydlena již 4000 let př. n. l., zdejší sídliště bylo mnohokrát zničeno a znovu vystavěno.
Ve Starém zákoně v knize Genesis byla Beer Ševa popsána jako místo, kde byla složena přísaha o míru mezi Abrahámem, respektive Izákem, a Pelištejci.
Poslední obyvatelé Beer Ševy byli Byzantinci, kteří město opustili v 7. století, po dobytí města Araby Beer Ševa velice rychle zpustla. V 19. století ji evropští cestovatelé popisovali jako zničenou, pouze s jedinou studnou a několika beduínskými obyvateli žijícími v blízkém okolí. O rozvoj města se začali starat až osmanští Turci na přelomu 19. a 20. století. Kvůli kontrole Beduínů postavili na konci 19. století policejní stanici a později i železniční stanici se spojením do Gazy a Aškelonu.

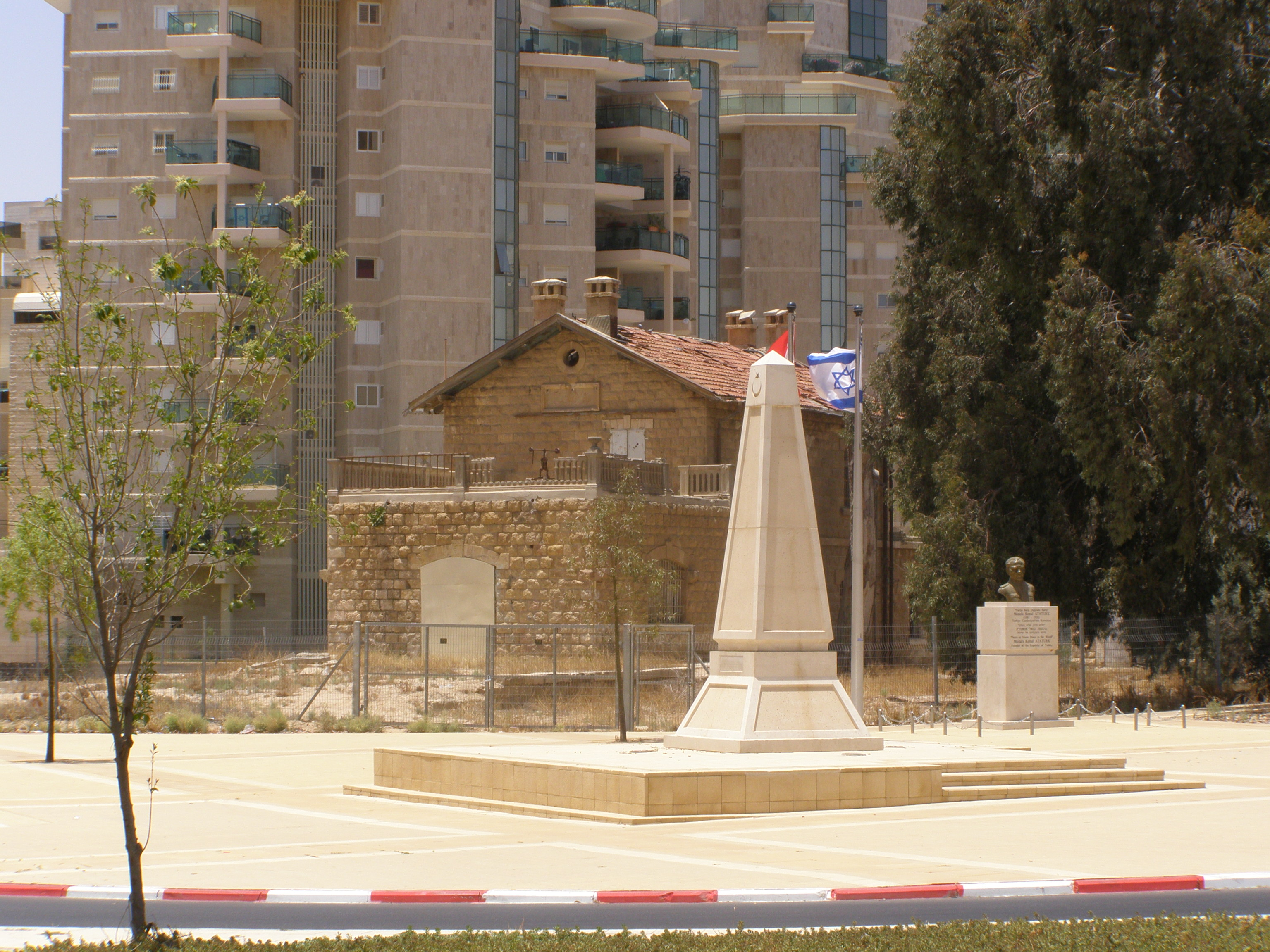
Turecká železniční stanice, v pozadí moderní výstavba

Beer Ševa se rychle rozrostla v malé město a během první světové války se stala strategickým bodem. V průběhu britského mandátu nad Palestinou zůstala malým administrativním centrem. V roce 1947 byla, tehdy jako převážně arabské město, přiřčena, podle plánu OSN na rozdělení Palestiny, arabskému státu. Po vyhlášení nezávislosti 14. května 1948 napadly armády sousedních arabských zemí Izrael a Beer Ševa se stala významným strategickým a logistickým bodem egyptské invazní armády. Město bylo dobyto Izraelskými obrannými silami 21. října 1948 ve válce za nezávislost při operaci Jo'av (respektive při její podčásti nazývané operace Moše) a od té doby zůstalo v izraelských rukou.
Od 50. let procházela plánovitou výstavbou v moderní město, v roce 1970 zde byla založena Ben Gurionova univerzita v Negevu. Roku 1973 vzniklo Divadlo v Beer Ševě. Od roku 1990 Beer Ševa zažívá výrazný nárůst obyvatel díky židovským imigrantům z bývalého SSSR.
Po dlouhou dobu zde nebyly žádné teroristické útoky, 31. srpna 2004 bylo však ve dvou autobusech zabito 16 lidí. K útokům se přihlásilo hnutí Hamas. 28. srpna 2005 byli sebevražedným atentátníkem na autobusovém nádraží vážně zraněni dva příslušníci ochranky.

### Současnost
Ze starého města se do dnešních dnů zachovalo jen několik staveb z osmanského období, dnes je snaha co nejvíce tyto památky restaurovat. Pyramidu školských zařízení završuje Ben Gurionova univerzita obyvatel Negevu.
Významnou turistickou atrakcí je každotýdenní beduínský trh. V bývalém domě osmanského guvernéra je umístěno Negevské muzeum, ve starém městě jsou také známé Abrahámovy studny. Ve městě se také nachází mnoho moderních budov – Židovské kulturní centrum, nová koncertní hala, synagoga ve tvaru pyramidy, kulturní centrum etiopských Židů aj. V blízkosti města se nachází památník Negevské brigády a archeologické naleziště Tel Be'er Ševa.

## Geografie

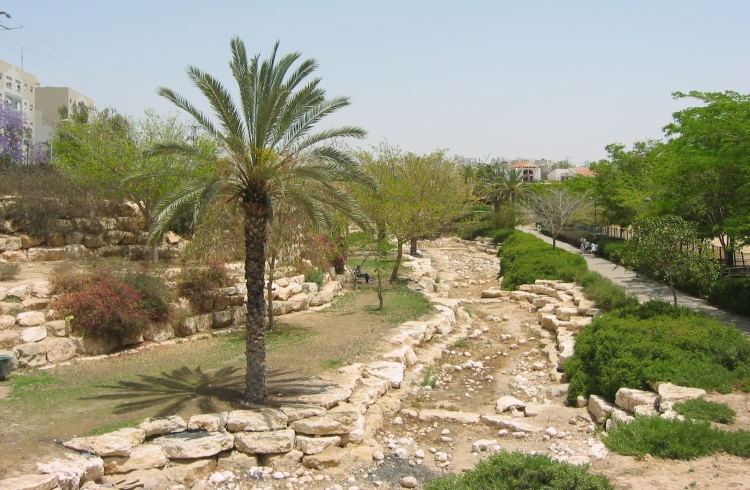
Park podél vádí Nachal Ašan v Beer Ševě

Jde o největší město Negevské pouště v jižním Izraeli. Často označované jako „hlavní město Negevu“.
Nachází se v nadmořské výšce 260 m v severní části Negevu, zhruba 90 km jižně od Tel Avivu a 70 km jihozápadně od Jeruzaléma. Leží v mírně zvlněné krajině, členěné četnými vádí, zejména Nachal Be'er Ševa, Nachal Kovšim, Nachal Katef nebo Nachal Ašan. Na jih od města začíná zcela aridní oblast centrálního Negevu, na severní a západní straně naopak začíná krajina, která díky intenzivnímu zavlažování a obdělávání ztratila částečně pouštní charakter.
Díky své poloze na severu Negevské pouště má Beer Ševa velmi horké suché podnebí (podle definice leží v polopouštní oblasti). Dny jsou v zimě mírné, v noci však může teplota klesnout i pod bod mrazu. Roční průměr srážek je cca 220 mm, prší zvláště v zimních měsících. Na jaře se často vyskytují písečné bouře.
Leží v hustě osídlené oblasti, která je etnicky převážně židovská. V okolí ovšem leží četná rozptýlená sídla arabských Beduínů včetně beduínských měst jako Rahat nebo Tel Ševa. Město je na dopravní síť napojeno pomocí severojižní dálnice číslo 40. Ve východozápadním směru je to dálnice číslo 25. K severovýchodu směřuje dálnice číslo 60. Město je napojeno rovněž na železnici. Stojí tu železniční stanice Be'er Ševa cafon a železniční stanice Be'er Ševa merkaz. Prochází tudy železniční trať Tel Aviv – Beer Ševa. Z ní tu odbočuje železniční trať Beer Ševa – Dimona a ve výstavbě je železniční trať Aškelon – Beer Ševa.

## Demografie
Podle údajů z roku 2009 tvořili naprostou většinu obyvatel Židé – přibližně 172 900 osob (včetně statistické kategorie „ostatní“, která zahrnuje nearabské obyvatele židovského původu ale bez formální příslušnosti k židovskému náboženství, přibližně 190 800 osob).
Jde o velkou obec velkoměstského typu s dlouhodobě rostoucí populací. Žije zde přibližně 209 tisíc obyvatel.
| Rok  | Obyvatelé |
| ---- | --------- |
| 1949 | 1 800     |
| 1950 | 8 300     |
| 1951 | 13 500    |
| 1952 | 14 500    |
| 1953 | 14 300    |
| 1954 | 16 300    |
| 1955 | 20 500    |
| 1956 | 26 200    |
| 1957 | 32 200    |
| 1958 | 35 200    |

| Rok  | Obyvatelé |
| ---- | --------- |
| 1959 | 39 300    |
| 1960 | 42 100    |
| 1961 | 46 400    |
| 1962 | 51 600    |
| 1963 | 58 300    |
| 1964 | 62 200    |
| 1965 | 65 200    |
| 1966 | 67 500    |
| 1967 | 69 500    |
| 1968 | 72 000    |

| Rok  | Obyvatelé |
| ---- | --------- |
| 1969 | 74 500    |
| 1970 | 77 400    |
| 1971 | 81 100    |
| 1972 | 84 100    |
| 1973 | 90 400    |
| 1974 | 94 100    |
| 1975 | 96 500    |
| 1976 | 98 900    |
| 1977 | 101 000   |
| 1978 | 103 300   |

| Rok  | Obyvatelé |
| ---- | --------- |
| 1979 | 107 000   |
| 1980 | 109 600   |
| 1981 | 111 200   |
| 1982 | 112 600   |
| 1983 | 110 800   |
| 1984 | 114 300   |
| 1985 | 115 000   |
| 1986 | 115 000   |
| 1987 | 114 600   |
| 1988 | 113 200   |

| Rok  | Obyvatelé |
| ---- | --------- |
| 1989 | 113 800   |
| 1990 | 122 000   |
| 1991 | 128 400   |
| 1992 | 134 700   |
| 1993 | 141 400   |
| 1994 | 147 900   |
| 1995 | 152 838   |
| 1996 | 156 446   |
| 1997 | 160 364   |
| 1998 | 163 744   |

| Rok  | Obyvatelé |
| ---- | --------- |
| 1999 | 168 900   |
| 2000 | 172 860   |
| 2001 | 177 915   |
| 2002 | 181 500   |
| 2003 | 183 000   |
| 2004 | 184 500   |
| 2005 | 185 100   |
| 2006 | 185 400   |
| 2007 | 186 100   |
| 2008 | 193 400   |

| Rok  | Obyvatelé |
| ---- | --------- |
| 2009 | 194 300   |
| 2010 | 195 400   |
| 2011 | 196 300   |
| 2012 | 197 300   |
| 2013 | 199 300   |
| 2014 | 201 100   |
| 2015 | 203 600   |
| 2016 | 205 800   |
| 2017 | 207 600   |
| 2018 | 209 000   |

| Rok  | Obyvatelé |
| ---- | --------- |
| 2019 | 221 544   |
| 2020 | 209 687   |

## Partnerská města
Beer Ševa má následující partnerská města:
- Adana, Turecko
- Addis Abeba, Etiopie
- Kluž, Rumunsko
- La Plata, Argentina
- Lyon, Francie
- Montréal, Kanada
- Niš, Srbsko
- Oni, Gruzie
- Parramatta, Austrálie
- Seattle, Spojené státy americké
- Winnipeg, Kanada
- Wuppertal, Německo (1977)